# Cèl·lula mesangial
Les cèl·lules mesangials són cèl·lules especialitzades del ronyó que formen el mesangi del glomèrul. Juntament amb la matriu mesangial, formen el pol vascular del corpuscle renal. La població de cèl·lules mesangials representa aproximadament el 30-40% del total de cèl·lules del glomèrul. Les cèl·lules mesangials es poden classificar com a cèl·lules mesangials extraglomerulars o cèl·lules mesangials intraglomerulars, segons la seva ubicació relativa al glomèrul. Les cèl·lules mesangials extraglomerulars es troben entre les arterioles aferents i eferents cap al pol vascular del glomèrul. Les cèl·lules mesangials extraglomerulars són adjacents a les cèl·lules mesangials intraglomerulars que es troben a l'interior del glomèrul i entre els capil·lars. La funció principal de les cèl·lules mesangials és eliminar els residus atrapats i les proteïnes agregades de la membrana basal mantenint així el filtre lliure de residus. S'ha demostrat que les propietats contràctils de les cèl·lules mesangials són insignificants per canviar la pressió de filtració del glomèrul.